# Bomba d'insulina

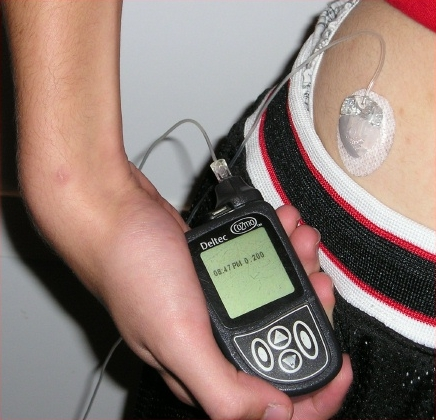
Bomba d'insulina amb el seu catèter subcutani.

Bomba d'insulina o bomba de perfusió contínua de insulina és un producte sanitari que permet administrar insulina de manera contínua a l'organisme per mitjà d'un catèter.
La seva grandària és similar a la d'un paquet de tabac i funcionen normalment amb piles AA.

## Funcionament
La bomba d'insulina segrega insulina de manera basal (insulina d'acció rapida) les 24 h del dia, però aquest tractament ha de ser reforçat amb dosis d'insulina cada vegada que es mengi, d'acord amb la quantitat de aliment que es vulgui ingerir.
Les bombes de perfusió actuals incorporen programes que ajuden a calcular la dosis més adequada en funció de la glucèmia del moment, els carbohidrats que es volen ingerir i considerant els factors personals que el metge assigna a cada usuari.

## Beneficis
- Aporta una major autonomia a la persona amb diabetis, ja que no ha de estar cada 2h miran-se el sucre en sang i aporta la major autonomia ja que es com un pàncreas extern

- Segons estudis científics disminueix fins a un 70% el risc d'hipoglucèmies.

## Com es monta?
Esquemàticament seria així : una petita agulla la qual fa que entri tot el mecanisme quan el petit fil de on surt la insulina esta dintre el propi mecanisme retira l'agulla després es recarga la petita caixa on es guarda tot el componen en aquest cas es basal (insulina d'acció ràpida) i es col·loca en un tub// per aquest tub es per on passa la insulina. després ficas aquest tub dintre de la petita enganchina que queda fora que es la que sosté a el petit fil i programes que cada quan ha d'injectar insulina fas aquest procediment cada 3 dies